# Sotelco
Sotelco — камбоджийский оператор сотовой связи, дочерняя компания российского «ВымпелКома». Сеть работает с мая 2009 года в стандарте GSM под брендом Beeline. Это первый проект «ВымпелКома» в Юго-Восточной Азии, за пределами России и СНГ.

## Сетевая инфраструктура
Сотовая сеть создана на базе оборудования Huawei. Согласно договору, заключенному между Sotelco и Huawei в декабре 2008 года, предполагается строительство национальной сети мобильной связи для оператора в течение 5 лет.
На сегодня развернута первая очередь сети, на базе которой будут предоставляться услуги в 11 крупнейших провинциях Камбоджи, где проживает порядка 37 процентов населения страны. До конца 2009 года планировалось обеспечить покрытие территории, на которой проживает порядка двух третей жителей Камбоджи.

## Конфликт с Mobitel
В сентябре 2009 года крупнейший оператор сотовой связи в стране компания Mobitel заблокировала соединение между абонентами своей сети и Sotelco. Mobitel обвинила конкурента в демпинге при межсетевых соединениях и подала в суд на Sotelco.
После того, как Sotelco был вынужден поднять цену на межсетевые звонки, специальная комиссия Министерства почты и телекоммуникаций Камбоджи порекомендовала Mobitel прекратить блокировку вызовов.

## Интересные факты
Среди дочерних компаний «Вымпелкома» также есть оператор под названием Mobitel.